# Trochomeria
Trochomeria is een geslacht uit de komkommerfamilie (Cucurbitaceae). De soorten komen voor in Afrika.

## Soorten
- Trochomeria baumiana Gilg
- Trochomeria debilis (Sond.) Hook.f.
- Trochomeria hookeri Harv.
- Trochomeria macrocarpa (Sond.) Harv.
- Trochomeria nigrescens (C.Jeffrey) H.Schaef.
- Trochomeria polymorpha (Welw.) Cogn.
- Trochomeria sagittata (Harv.) Cogn.
- Trochomeria stefaninii (Chiov.) C.Jeffrey
- Trochomeria subglabra C.Jeffrey

... · 
Alsomitra · 
Benincasa · 
Bryonia · 
Citrullus · 
Coccinia · 
Cucumis · 
Cucurbita · 
Ecballium · 
Gynostemma · 
Lagenaria · 
Luffa · 
Momordica · 
Sechium · 
Sicana · 
Trochomeria · 
Xerosicyos · 
Zehneria · 
...